# 佩什马
佩什马（羅馬化：Pyshma）是俄罗斯斯维尔德洛夫斯克州的市级镇，为该州佩什马区行政中心及规模最大聚居地。地处斯维尔德洛夫斯克州东南部，位于州府叶卡捷琳堡东偏北方。鄂毕河流域图拉河一支流佩什马河流经佩什马镇南侧，其一支流尤尔马奇河（Юрмач）流经该镇并在该镇南部汇入该河。
镇东北部设有铁路车站奥谢普科沃站。连接叶卡捷琳堡与秋明的R351公路穿过该镇。
该地2022年人口有9,376人；2010年人口9,806；2002年人口10,262；1989年人口11,515。